# Palais Gomperz (Wien)

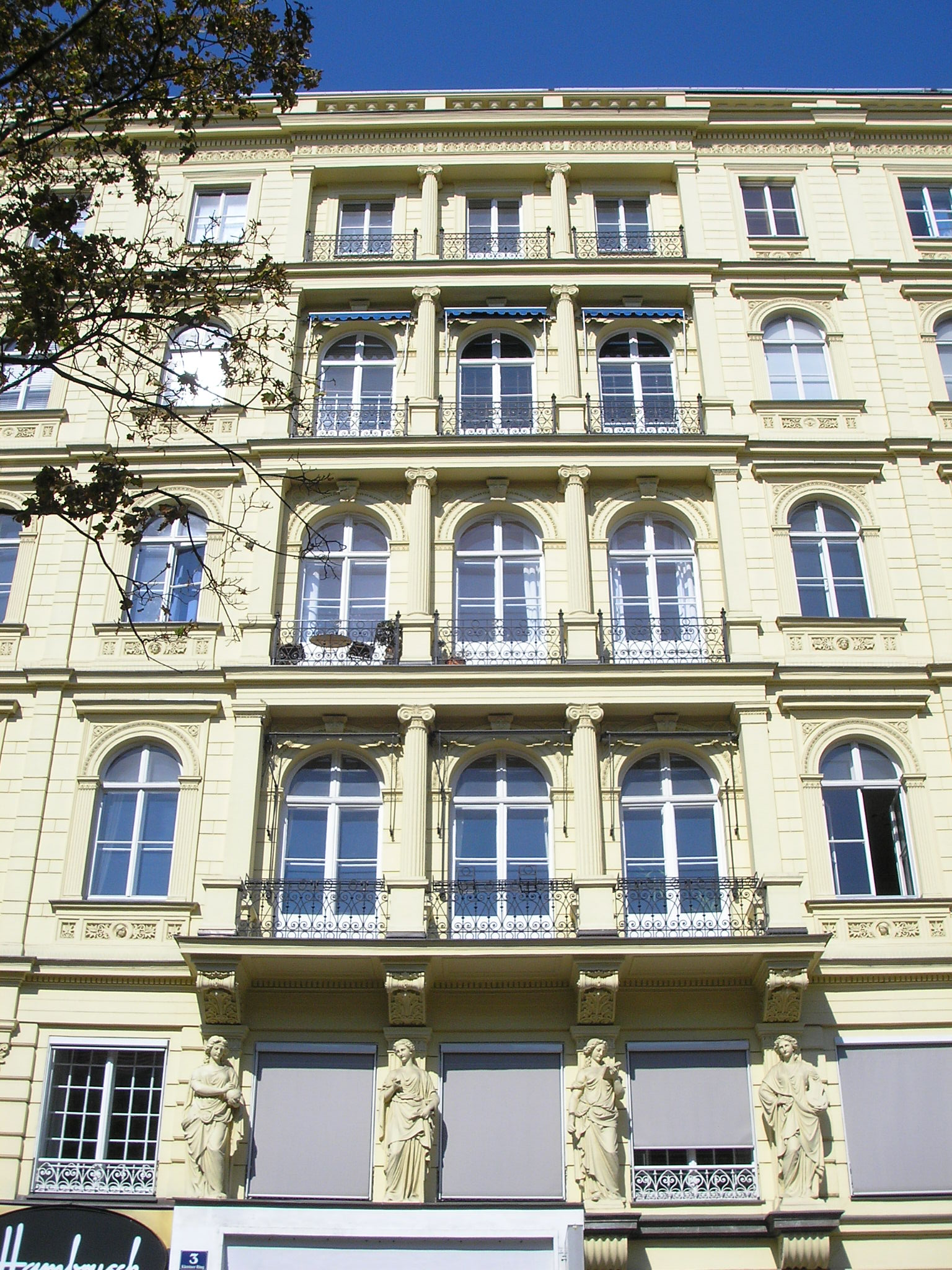
Palais Gomperz

Das Palais Gomperz ist ein Wiener Palais im 1. Wiener Gemeindebezirk Innere Stadt am Kärntner Ring 3. 

## Geschichte
Es wurde von Ludwig Förster 1860/61 erbaut und von den Brüdern Julius und Max Gomperz erworben, die beide erfolgreich als Bankiers in Wien tätig waren. Sie waren wichtige Akteure im Wirtschaftsleben der Monarchie. Julius Gomperz war Mitglied des mährischen Landtags, saß ab 1871/72 im Reichsrat, war ab 1872 Präsident der Brünner jüdischen Gemeinde, wurde erbliches Mitglied des österreichischen Herrenhauses und 1879 in den Adelsstand erhoben. Max Gomperz wurde 1850 Vizepräsident der Brünner Handelskammer. 1858 übersiedelte er nach Wien, wurde Verwaltungsrat, Präsident und Ehrenpräsident der Creditanstalt für Handel und Gewerbe, betrieb ein Bankhaus, war Präsident der Böhmischen Westbahn und der Prager Eisen-Industriegesellschaft und wurde 1877 in den Adelstand erhoben.
Hier lebte Ella Zwieback-Zirner, die Erbin eines bekannten Textilwarenhauses in der Kärntnerstraße.
Das Palais ist im Stil des Historismus erbaut. Es hat sechs Etagen. Im Erdgeschoß befinden sich mehrere Geschäfte. Unter dem Balkon im zweiten Stockwerk sind vier Statuen aufgestellt, die die vier Musen (Tanz, Poesie, Malerei, Musik) symbolisieren.